# Gašper Potočnik
Gašper Potočnik (Lubiana, 20 dicembre 1980) è un allenatore di pallacanestro sloveno.

## Palmarès
- Campionato sloveno: 1

Krka Novo Mesto: 2012-13